# Eponina lanuginosa
Eponina lanuginosa là một loài bọ cánh cứng trong họ Cerambycidae.